# たすけびと
『たすけびと』（Tasukebito）は、小関裕次郎監督の日本映画。初公開時は成人映画『若熟女と家出娘 たっぷりハメて』（わかじゅくじょといえでむすめ たっぷりハメて）のタイトルで公開された。

## 概要
映画監督・関根和美が生前温めていた構想を脚本家・小松公典が「たすけびと」のタイトルで執筆した人情絵巻。困った女性を見ると見捨てておけない便利屋の活躍という『男はつらいよ』を彷彿とさせる設定をピンク映画ならではの視点から描く。
AV業界で演技派と呼ばれ、長らくピンク映画から出演オファーを続けていたものの、タイミングが合わなかった根尾あかりが初出演、初主演。小関裕次郎監督作品『海辺の街の約束』での好演が光った竹内有紀を再び助演に抜擢。男性主演はピンク映画常連の若手俳優、山本宗介が演じる。
「OP PICTURES+フェス2022」ではR15編集され、原題である「たすけびと」として12月7日より上映される。
2023年9月6日、スターボードより『たすけびと 悦楽への道しるべ』のタイトルでDVD発売。

## ストーリー
困ってる人は見過ごせないお助け便利屋の菅原剛。通称・つーさん。ある日彼は夜の公園でどこへ行くもなくさまよう聖子を発見。婚約者と同棲していた聖子であったが、突然得も言われぬ不安に襲われ、家を出てきたのだという。ひとまずつーさんの家に連れて行かれた聖子は言われるがままに夕食を食べる。聖子は財布も持っていないようだった。泊るところも決めていなかった聖子はつーさん宅にひとまず寝床とすることを決めるが、そのつーさんは家を出ていってしまう。翌朝聖子が目を覚ますと近所の老人・英二が布団の横で寝ていた。

## 登場人物
聖子
演 ‐ 根尾あかり
薄暗い公園を徘徊していた女性。財布を持たずに飛び出てきたため、つーさんが一宿一飯の面倒を見る。幼少時代にDVを受けた経験があり、心に傷を持っている。苗字は小柳。
菅原剛
演 ‐ 山本宗介
通称・つーさん。頼まれごとを断らない何でも屋。人助けのための自宅をシェアハウスのように解放しており、軒先では子供たちのため「ただの駄菓子屋」を無償運営する。料理の腕は確かで、ごま油最強説を唱える。本名がゴツいことから好んでおらず、つーさん呼びを推奨している。
もともとは営業成績トップのセールスマンだったが、冤罪事件に巻き込まれたことで会社を追われ、これがもとで離婚歴がある。近隣老人会の頼まれごと、各種人生相談など昼仕事はほぼ無償で引き受けており、深夜の配達業務などで生計を立てているらしい。
杉貴子　
演 ‐ 竹内有紀
つーさんのセフレかつ資金源。かつて離婚した元夫にDVを受けていたところをつーさんに助けられた過去を持つ。職業は不明。
太田淳美
演 ‐ 成宮いろは
つーさんの元嫁。別れて以降は連絡を取っていない。
吉岡拓海　
演 ‐ 市川洋
聖子の同棲相手。時折冷淡かつ怖い顔を見せるが、当人にその気はない様子。突然家出した聖子を探す。
英二　
演 ‐ 森羅万象
通称・えーちゃん。元ホームレスのアルコール中毒者。以前は大手メーカーの工場長で、手先が器用。つーさんに日曜大工を始め、様々な役に立つ知識を教えた人物。だし巻き玉子派のつーさんと異なり、玉子焼きは甘い派。離婚歴があり、長年あっていないフミオ、コーイチという息子がいる。苗字は松宮。
大家のお姉さん　
演 ‐ 佐々木麻由子
バンダナを頭に巻くつーさん宅の大家。老人会の仕事を手伝ってもらう、近隣の掃除ボランティアなどをつーさんに任せる兼ね合いで家賃は取っていない。ご飯のおかずはデリバリーピザ。
熟女女優
演 ‐ 並木塔子 ※写真のみ
AV「高速ベロ回転パート20」に出るセクシー女優。
バナナおじさん　
演 ‐ 広瀬寛巳
老人会メンバー。ポンコツ、運動不足と書かれたシャツを着用し、バナナを食べる近隣のおじさん。
腰痛おじさん　
演 ‐ ケイチャン
老人会メンバー。電球を変える際、腰を痛めたおじさん。

## スタッフ
- 監督：小関裕次郎
- 原案：関根和美
- 脚本：小松公典
- 撮影監督：創優和
- 録音・整音：大塚学
- 音楽：與語一平
- 助監督：可児正光
- 編集：鷹野朋子
- スチール：本田あきら
- 監督助手：高木翔
- 撮影協力：夏之夢庭
- 仕上げ：東映ラボ・テック
- 制作：鯨屋商店
- 配給：オーピー映画